# Raposa-cinzenta-argentina
A raposa-cinzenta-argentina (Lycalopex griseus) é uma espécie de raposa sul-americana (gênero Lycalopex). A espécie é endêmica do Cone Sul da América do Sul, particularmente na Argentina e Chile. Apesar do nome, elas não são "raposas verdadeiras" (gênero Vulpes), apenas se assemelham às raposas devido à evolução convergente.

## Descrição
A raposa-cinzenta-argentina é um pequeno canídeo, pesando entre 2,5 a 5,45 kg e com cerca de 65-110 cm de comprimento, incluindo sua cauda de 20 a 43 cm. Sua cabeça é marrom-avermelhada, com pequenas manchas brancas. O queixo e a ponta da cauda apresentam nítidas manchas pretas; possui também uma mancha escura nas coxas, característica da espécie. A região ventral é esbranquiçada. O formato do focinho é pontudo. As orelhas são grandes e a cauda longa com pêlo denso. Seu crânio é pequeno, sem uma crista interparietal.
É um animal solitário, com hábitos crepusculares e noturnos, embora seja possível observá-lo durante o dia. São territoriais e as interações intraespecíficas geralmente são agressivas.

## Distribuição geográfica

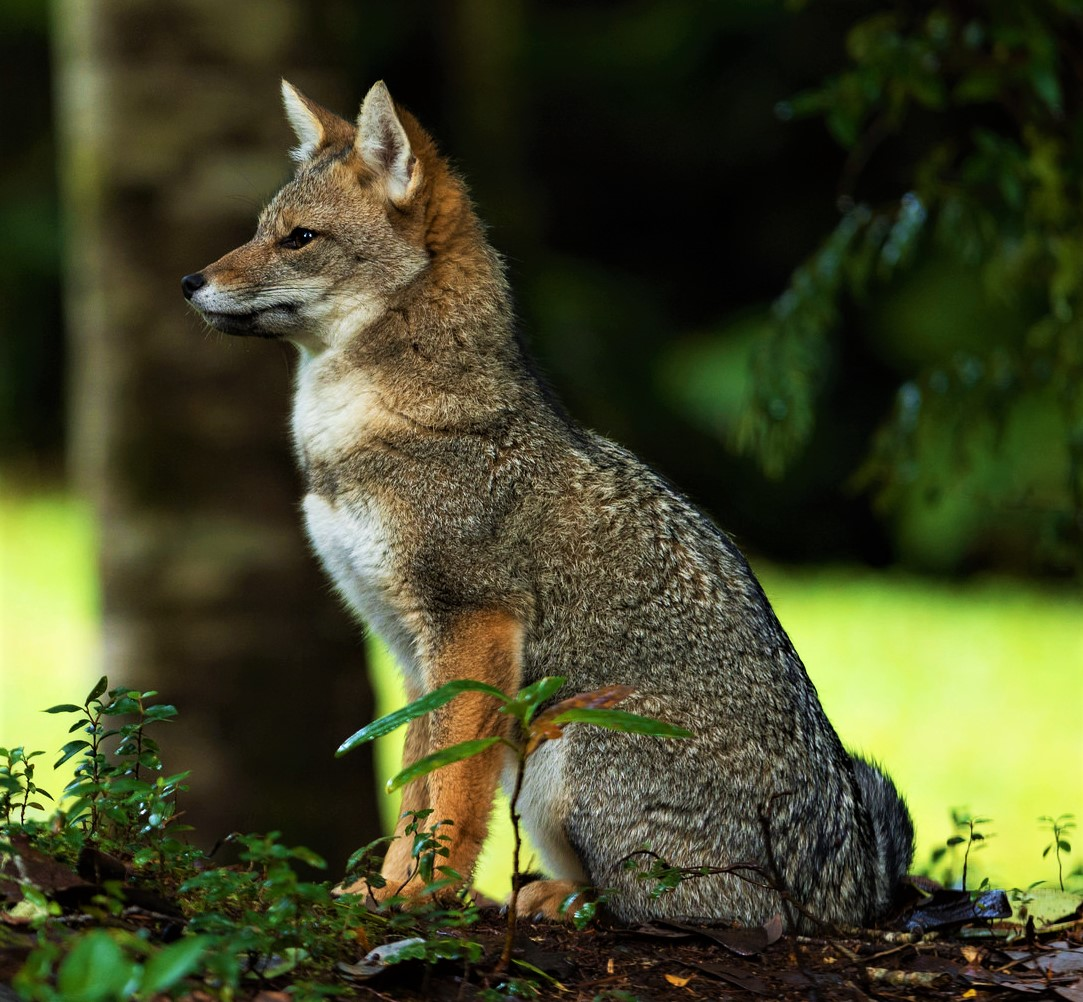
Lycalopex griseus no Parque Nacional Alerce Andino

A raposa-cinzenta-argentina é encontrada no Cone Sul da América do Sul, principalmente na Argentina e no Chile, sendo comum em planícies e montanhas em ambos os lados da Cordilheira dos Andes, desde o norte do Chile até a Terra do Fogo. Na Argentina, ocorrem nas regiões áridas e semi-áridas do oeste e sul do país, de 23° sul até a Terra do Fogo. No Chile, está presente em todo o país, do Atacama ao Estreito de Magalhães. A espécie foi introduzida na Terra do Fogo em 1951 na tentativa de controlar a infestação de coelhos (Oryctolagus cuniculus), onde agora tem a maior densidade populacional.
Sua presença foi confirmada para a costa sul do Peru, de Lima a Tacna. As populações do Peru seriam separadas pelo deserto do Atacama daquelas do norte do Chile. Foi relatado que outras populações existem em algumas das ilhas do Atlântico sul, incluindo Malvinas e Falklands, mas isso requer confirmação.

## Habitat
A raposa-cinzenta-argentina ocupa áreas de estepes, pampas e cerrados; geralmente habitando planícies e montanhas baixas. Embora as raposas ocorram em uma variedade de habitats, elas preferem áreas abertas com arbustos. No Chile central, elas caçam mais comumente em áreas planas e abertas de vegetação baixa (1–2 m) do que em áreas com vegetação densa ou ravinas. Ainda assim, eles visitam ravinas, aparentemente em busca de frutas. No sul do Chile (Parque Nacional Nahuelbuta), também preferem áreas abertas àquelas manchas mais densas onde ocorrem as raposas-de-Darwin. Na Patagônia chilena, seu habitat típico é a estepe com "coirón" (Festuca spp., Stipa spp.) e "ñires" (Nothofagus antarctica).
São tolerantes a regimes climáticos muito diferentes, de áreas notavelmente quentes e secas, como o deserto costeiro de Atacama no norte do Chile, às regiões úmidas da floresta temperada Valdiviana e a fria Terra do Fogo. A caça, legal quanto ilegal, e a ocorrência da espécie Lycalopex culpaeus podem limitar a distribuição da raposa-cinzenta-argentina, mesmo que seus territórios não se sobreponham.

## Dieta

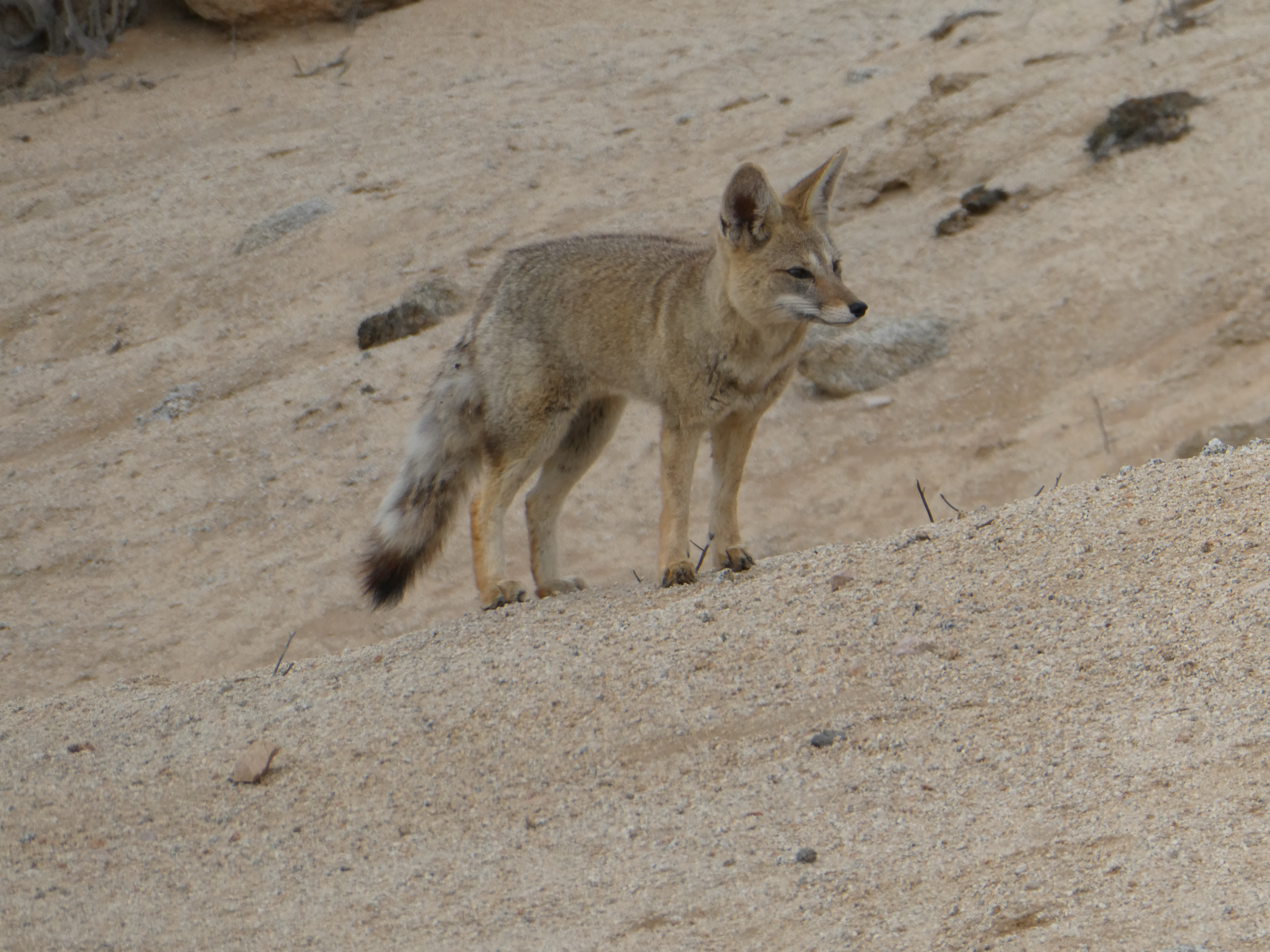
Lycalopex griseus. Possui cabeça amarelada com bordas brancas.

As raposas-cinzentas-argentinas são generalistas onívoras, alimentando-se de uma variedade de tipos de alimentos, incluindo mamíferos, artrópodes, aves, répteis, frutas e carniça. A espécie apresenta uma tendência aparente à carnivoria, mas a composição de sua dieta parece variar de acordo com as diferenças na disponibilidade de presas. No norte do Chile, as análises fecais indicam que no inverno há preferência por lagartos, enquanto nas demais estações as presas mais abundantes são os roedores. Os lagomorfos apresentam baixa incidência na dieta. No inverno, observou-se uma maior diversidade de alimentos, enquanto na primavera ocorreu o contrário. A raposa aparentemente otimiza sua dieta, selecionando suas presas durante os períodos de abundância e consumindo oportunisticamente durante os períodos de escassez.

## Reprodução

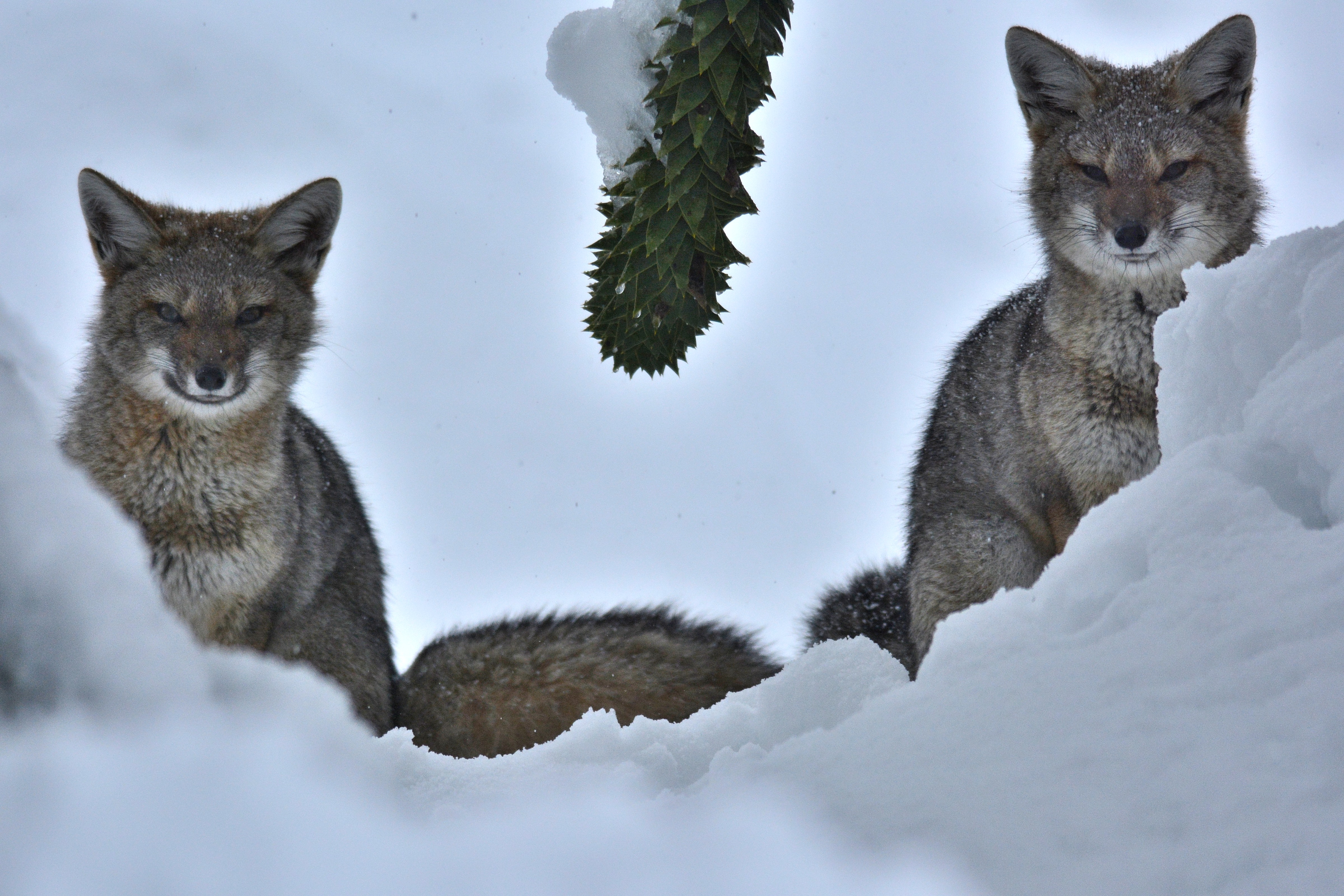
Casal de raposas-cinzentas-argentinas, área Araucanía, Chile

As raposas-cinzentas-argentinas são primariamente monogâmicas. O acasalamento ocorre de agosto a setembro, e o período de gestação é de 53-58 dias. O tamanho da ninhada é de 2 a 6 filhotes. Não se sabe a época do desmame, mas quando os filhotes estão com 4 a 6 semanas, eles começam a sair da toca com suas mães. Em janeiro, eles saem sozinhos para caçar pequenos mamíferos e artrópodes. A idade de maturidade sexual é de cerca de 1 ano.
Tanto os machos quanto as fêmeas são ativos no cuidado das crias. Em geral, os filhotes são altriciais. A fêmea alimenta os filhotes, enquanto o macho ajuda a manter o território e, como em outros membros do gênero Lycalopex, pode ajudar a fornecer alimento para a família em crescimento. Ocasionalmente, uma segunda fêmea ajuda na criação dos filhotes, embora ela mesma não produza filhotes. Também podem ocorrer ninhadas combinadas (associadas à poliginia). Ambos os fenômenos parecem estar relacionados à maior disponibilidade de alimentos e à possibilidade de criar ninhadas maiores, uma vez que uma fêmea extra contribuiria trazendo mais comida para a toca, aumentando a vigilância anti-predadora e/ou substituindo a outra fêmea se ela morrer durante o período de reprodução.